# Santa Creu de Conat
La Santa Creu de Conat és una església romànica en ruïnes del terme comunal de Conat, a la comarca del Conflent (Catalunya del Nord). Les ruïnes d'aquesta església són a l'extrem sud-est del terme de Conat, en una mena d'apèndix d'aquest terme entre els de Rià i Cirac i Vilafranca de Conflent. En aquest lloc hi havia una antiga cruïlla de camins. El dia de la Santa Creu (el dia 3 de maig), s'hi feia una processó des de Conat i de Rià per tal de procedir a la benedicció de les dues parròquies.
Era una església d'una sola nau capçada a llevant per un absis semicircular, coberta amb volta de pedra. Avui dia és en ruïnes, de manera que es conserva tan sols una part dels murs oest i nord, a més dels fonaments de l'absis.
El lloc ja consta l'any 864, en el cartulari de Cuixà-Eixalada, que fa esment d'una capella de la Santa Creu. L'esment més segur, però, és del 1330, any en què rep una donació de Ramon de Flaçà. En els arxius parroquials de Conat s'explica que l'església va ser devastada i arruïnada durant la Revolució Francesa. Segons el mateix Cazes, era l'església d'un poble anomenat l'Era, que apareix el 1160 en les delimitacions de Sant Esteve de Campelles.